# جروته دی کاسترو
جروته دی کاسترو (به ایتالیایی: Grotte di Castro) یک کومونه در ایتالیا است که در استان ویتربو واقع شده‌است.

## خصوصیات
جروته دی کاسترو ۳۹٫۳ کیلومترمربع مساحت و ۲٬۸۵۷ نفر جمعیت دارد و ۴۶۷ متر بالاتر از سطح دریا واقع شده‌است.